# The Last of Us: Left Behind
The Last of Us: Left Behind, в России официально издаётся под названием «Одни из нас: Оставшиеся позади» — компьютерная игра в жанре action-adventure с элементами survival horror и стелс-экшена, разработанная студией Naughty Dog и изданная Sony Computer Entertainment, является сюжетным дополнением игры The Last of Us. Игра была выпущена во всём мире для PlayStation 3 14 февраля 2014 года в качестве дополнительного загружаемого контента от The Last of Us; позже игра была включена в The Last of Us Remastered, обновлённую версию игры, выпущенную для PlayStation 4 29 июля 2014 года, а также был выпущен автономный пакет расширения для обеих консолей 12 мая 2015 года.
Сюжет игры рассказывает о прошлом Элли и её подруге Райли, параллельно затрагивая события, которые происходили во время сюжетного повествования одиночной кампании в The Last of Us. События дополнения происходят как в прошлом Элли (до встречи с Джоэлом), так и во время столкновения с группой каннибалов в университете. История игры рассказывает о событиях, произошедших с героинями за три недели до сюжета оригинальной игры, а также параллельный рассказ о том, через что прошла Элли, чтобы спасти умирающего Джоэла.
The Last of Us: Left Behind представляет собой action-adventure от третьего лица; игроки используют огнестрельное оружие, импровизированное оружие и скрытность для защиты от враждебных людей и существ, похожих на зомби, заражённых мутантным штаммом гриба кордицепса. Игроки могут использовать «Режим прослушивания», чтобы найти врагов с помощью повышенного чувства слуха и пространственного осознания. В игре также есть система крафта, позволяющая игрокам настраивать оружие через обновления. Left Behind была включена в ремейк игры, The Last of Us Part I, для PlayStation 5 и Windows.
После анонса, The Last of Us: Left Behind являлась очень ожидаемой игрой из-за большого успеха The Last of Us. Игра была одобрена многими рецензентами, с особой похвалой за историю игры, характеристику и изображение женских и ЛГБТ-персонажей. Игра также выиграла несколько премий под конец года от многочисленных изданий. История Left Behind была адаптирована в седьмом эпизоде телесериала «Одни из нас» в феврале 2023 года.

## Игровой процесс
Игровой процесс The Last of Us: Left Behind похож на основной игровой процесс The Last of Us. Игра представляет собой action-adventure с элементами survival horror и стелс-экшена от третьего лица. Игра включает в себя перестрелки, рукопашный бой и систему укрытия. Дополнительной особенностью в бою является способность отвлекать врагов бросая предметы. Это приводит к уменьшению числа врагов, позволяет действовать незаметно и экономно расходовать боеприпасы, давая игрокам тактическое преимущество. На протяжении всей игры игрок сталкивается с местами и видами деятельности вокруг торгового центра, такими как карусель, фото стенд, игровые автоматы, магазин масок. Все эти местоположения и действия имеют определённый уровень интерактивности, позволяя игрокам использовать их по-разному; например, фото стенд позволяет игрокам выбирать различные манеры, в которых можно позировать для изображения, в то время как использование водяных пушек побуждает игроков играть с Райли.

## Сюжет
После битвы, в результате которой Джоэл (Трой Бэйкер) получил тяжёлые ранения, Элли (Эшли Джонсон) обыскивает заброшенный торговый центр в поисках медикаментов. Она обнаруживает медицинский комплект в заброшенном военном вертолёте. При возвращении к Джоэлу Элли на пути попадаются заражённые и бандиты. Она возвращается обратно к Джоэлу, который находится в бессознательном состоянии, лечит его открытую рану.
События разворачиваются за три недели до того как Элли встречает Джоэла. Подруга Элли, Райли (Яани Кинг) неожиданно возвращается из школы-интерната после нескольких недель отсутствия. Она сообщает, что присоединилась к «Цикадам», революционной группе ополченцев, и берёт с собой Элли, чтобы исследовать заброшенный торговый центр. Райли рассказывает, что была назначена к группе Цикады в другом городе и нарушила правила, чтобы снова увидеть свою подругу. Райли утверждает что может остаться с Элли и не присоединяться к группе, но та в конце концов говорит, что поддерживает её решение, поскольку это то, чего Райли так долго хотела. Перед тем, как расстаться, Райли подключает плеер Элли к звуковой системе и танцует с ней. Элли просит Райли не уходить. Райли срывает с себя жетон, и Элли целует её. Привлечённые шумом заражённые начинают преследовать девочек; им почти удаётся убежать, но Элли падает с лестницы и её кусает один из заражённых, чуть позже и Райли также будет укушена. После чего подруги хотят совершить самоубийство, но все же решают провести свои последние часы вместе.

## Разработка
Naughty Dog начала разрабатывать The Last of Us: Left Behind после выпуска The Last of Us в июне 2013 года, с командой примерно в два раза меньше. Следуя решению создать однопользовательский загружаемый контент для игры, команда разработчиков сразу же решила, что история будет сосредоточена на персонаже Элли; они выяснили, что игрокам The Last of Us было интересно узнать о событиях в жизни Элли до событий в главной игре, в частности о событиях, связанных с Райли Абель, о которой Элли упоминала в The Last of Us. Кроме того, они обнаружили, что некоторые игроки интересовались событиями, которые произошли между осенними и зимними сегментами основной игры, в которых Элли заботится о раненом Джоэле. Это привело к тому, что команда решила противопоставить эти два события друг другу, чувствуя, что это поможет расширить рассказ. Директор игры Брюс Стрэли заявил, что команда считает, что история оправдала развитие Left Behind.
The Last of Us: Left Behind был создан, чтобы сосредоточиться на отношениях между Элли и Райли и пересказать события, которые определили их более поздние личности. Райли была хронологически представлена Элли в комиксе «The Last of Us: American Dreams», написанный креативным директором Нилом Дракманном и художником Фейн Эрин Хикс. Команда использовала комикс в качестве ориентира при развитии отношений между Элли и Райли, особенно интересующихся возможностью увидеть больше их отношений. Дракманн считает, что он бы не разработал бы Left Behind, если бы комикс «The Last of Us: American Dreams» не был бы написан. Дракманн также считает, что история отношений Джоэла и Элли в The Last of Us связана с выживанием, лояльностью и любовью, и что отношения Элли и Райли в Left Behind имеют дело с подобными темами. Брюс Стрэли также пояснил, что темы связаны с любовью, потерей и преданностью, размышляя о том, насколько каждый защищает тех, кто заботятся о них. Эшли Джонсон играла Элли в The Last of Us, повторяя свою роль в Left Behind. Чтобы сыграть Райли, команда выбрала Яани Кинг. Команда сочла интересным рассказать историю о Райли, так как игроки The Last of Us уже знали о влиянии, которое она оказала на Элли; в Left Behind было видно что поведения Райли изменило Элли, что привело к тому, что Элли сосредоточила свою жизнь на борьбе, чтобы спасти близких ей людей. Команда также интересовалась поведением Элли вокруг Райли; она воспринимается как более игривая. В Left Behind Элли и Райли в одной из сцен целуются; команда первоначально исследовала пропущение поцелуя из игры, но чувствовала, что это необходимо для истории, и что это бы укрепила отношения между Элли и Райли. Хотя изначально Дракманн чувствовал только, что Элли рассматривала Райли как влияние, но позже рассмотрел её романтический призыв и решил изучить концепцию.
Во время разработки The Last of Us: Left Behind Дракманн имел общее представление о событиях, которые бы определяли личность Элли; когда он понимал направление истории для Left Behind, он обнаружил, что эти события подходят. Дракманн считал, что упущение характера спора между Элли и Райли, которое имело место до событий в игре, позволило игрокам сделать собственные выводы. Команда также сделала различные разделы игры интересными, такими как отсылки на Facebook и хэллоуин, поскольку персонажи не знают об их значении и применении.
За короткое время разработки, Left Behind дал команде возможность испытать механику и идеи, которые они не смогли протестировать в основной игре. С боем в игре, добавленная особенность заключалась в том, чтобы позволить игрокам сосредоточить внимание на заражённых врагах, позволяя легче убежать. Геймплей также был более сосредоточен на персонажах, в отличие от боя, чтобы игроки могли больше общаться. Последовательности геймплея были разработаны, чтобы контрастировать с другими моментами жизни Элли; например, бой с водяным пистолетом с Райли противопоставляется перестрелкам с врагами. Команда также пояснила, что создание некоторой механики геймплея было проблематичной, с ещё меньшим количеством боевых сценариев в Left Behind, чем в The Last of Us. Анимация масок также представляла проблему из-за количества суставов для анимации.
The Last of Us: Left Behind был выпущен во всём мире для PlayStation 3 14 февраля 2014 года в качестве загружаемого пакета расширения для The Last of Us. Позднее игра была дополнена к обновлённой версией игры The Last of Us Remastered, выпущенной для PlayStation 4 29 июля 2014 года. Игра была выпущена как отдельный пакет расширения для PlayStation 3 и PlayStation 4 12 мая 2015 года.

## Саундтрек
За неделю до выхода Left Behind, был выпущен его официальный альбом с саундтреком, состоящий из 25 треков выпущенной через iTunes и Amazon. Музыка была написана Густаво Сантаолальей, Эндрю Бурешой, Дж. Д. Майером и Энтони Карузо.
| №                   | Название                  | Автор(ы)                    | Длительность |
| ------------------- | ------------------------- | --------------------------- | ------------ |
| 1.                  | «Fleeting»                | Густаво Сантаолалья         | 3:00         |
| 2.                  | «All Gone (Seasons)»      | Густаво Сантаолалья         | 2:00         |
| 3.                  | «Evasion»                 | Эндрю Буреш                 | 1:20         |
| 4.                  | «All Gone (Partners)»     | Густаво Сантаолалья         | 2:17         |
| 5.                  | «Cause and Effect»        | Дж. Д. Майер                | 2:14         |
| 6.                  | «All Gone (Reunion)»      | Густаво Сантаолалья         | 1:48         |
| 7.                  | «Stalking»                | Густаво Сантаолалья         | 1:59         |
| 8.                  | «Left Behind (Together)»  | Густаво Сантаолалья         | 2:43         |
| 9.                  | «The Capitol»             | Энтони Карузо               | 3:21         |
| 10.                 | «Head Rush»               | Густаво Сантаолалья         | 3:25         |
| 11.                 | «Wandering»               | Густаво Сантаолалья         | 2:06         |
| 12.                 | «All Gone (Overcome)»     | Густаво Сантаолалья         | 1:52         |
| 13.                 | «Unstable»                | Густаво Сантаолалья         | 1:50         |
| 14.                 | «The Last of Us (Astray)» | Густаво Сантаолалья         | 3:28         |
| 15.                 | «Answers»                 | Дж. Д. Майер                | 1:58         |
| 16.                 | «Drawn In»                | Густаво Сантаолалья         | 1:09         |
| 17.                 | «Apprehension»            | Дж. Д. Майер                | 1:32         |
| 18.                 | «The Path (Vacant)»       | Густаво Сантаолалья         | 2:59         |
| 19.                 | «Convergence»             | Дж. Д. Майер                | 2:49         |
| 20.                 | «Shadows»                 | Густаво Сантаолалья         | 0:58         |
| 21.                 | «No Mercy»                | Густаво Сантаолалья         | 2:34         |
| 22.                 | «Fleeting (Affection)»    | Густаво Сантаолалья         | 1:47         |
| 23.                 | «Extinction»              | Эндрю Буреш                 | 1:55         |
| 24.                 | «Consumed»                | Энтони Карузо, Дж. Д. Майер | 4:14         |
| 25.                 | «Left Behind»             | Густаво Сантаолалья         | 3:55         |
| Общая длительность: | Общая длительность:       | Общая длительность:         | 58:29        |

## Отзывы и награды
| Сводный рейтинг       | Сводный рейтинг |
| Агрегатор             | Оценка          |
| --------------------- | --------------- |
| GameRankings          | 89,84 %         |
| Metacritic            | 88/100          |
| Иноязычные издания    |                 |
| Издание               | Оценка          |
| CVG                   | 7/10            |
| EGM                   | 8,5/10          |
| Eurogamer             | 10/10           |
| Game Informer         | 8,75/10         |
| GameSpot              | 9/10            |
| IGN                   | 9/10            |
| Polygon               | 8/10            |
| VideoGamer            | 7/10            |
| Eurogamer Italy       | 10/10           |
| PlayStation LifeStyle | 9,5/10          |
| Push Square           | 9/10            |
| Gaming Trend          | 90/100          |
| TheSixthAxis          | 9/10            |
| Metro                 | 8/10            |
| Gameblog              | 7/10            |
| Русскоязычные издания |                 |
| Издание               | Оценка          |
| 3DNews                | 9/10            |
| «IGN Россия»          | 8,5/10          |
| Riot Pixels           | 75/100          |
| «Игромания»           | 9,5/10          |
| «Игры Mail.ru»        | 9/10            |

The Last of Us: Left Behind в основном получил положительные отзывы и был выпущен с критическим одобрением. Metacritic, который присваивает нормированный рейтинг в диапазоне от 0 до 100, рассчитал средний балл 88 из 100, указав «в целом благоприятные отзывы», на основе 69 отзывов. На сайте GameRankings игра была одобрена на 89,84 % на основе 40 отзывов. Рецензенты высоко оценили развитие персонажа, историю и подтекст, игровой процесс и боевые действия, а также изображение женских и ЛГБТ-персонажей.
Том Мак Ши из GameSpot назвал историю проницательной, и Колин Мориарти от IGN — одной из выдающихся особенностей игры. Мэтт Хельгесон из Game Informer заявил, что сценарий игры «сияет» и что он значительно помог в развитии персонажей. Генри Гилберт из GamesRadar считает, что история была «с перерывами интенсивной, трагической, юмористической и даже острой». Самит Саркар из Polygon утверждает, что Left Behind «со стороны служит потрясающей историей» для основной игры, но «ещё более впечатляющей», когда она берёт на себя по существу. Ник Коуэн из Computer and Video Games нашёл историю «менее удовлетворяющей», чем в The Last of Us из-за отсутствия новых деталей о Элли, но тем не менее заявил, что игра «остросюжетная и приятная».
Характеры героев — особенно отношения между Элли и Райли, получили своё признание. Филипп Коллар из Polygon оценил способность игры изображать реалистичных женских персонажей, отметив, что они «не простые стереотипы», в то время как Мак Ши от GameSpot увидел новую признательность за Элли, видя её действия вокруг Райли. Хельгесон от Game Informer приветствовал добавление Райли, отметив, что она «играет с тем же уровнем эмоциональной глубины и тонкости», что и другие персонажи. Тим Мартин из The Daily Telegraph похвалил «взаимодействие» между Элли и Райли, а Стэдж Харман из Eurogamer заявил, что игра улучшила понимание отношений Джоэла и Элли. Выступления персонажей также получила похвалу, Мориарти от IGN и Кирк Хэмилтон из Kotaku отметили, что в результате игра улучшилась.
Игра получила положительные реакции в отношении её изображения ЛГБТ-персонажей. Поцелуй, который был между Элли и Райли, был описан Хэмилтоном из Kotaku как «прорыв для компьютерных игр». Кеза Макдональд из IGN заявила, что поцелуй был «таким красивым, естественным и забавным, что она осталась без ума». Эдвард Смит из International Business Times считает, что поцелуй был «первым примером женской интимности в компьютерной игре», признав его «выражением как растущей подростковой сексуальности, так и дружбы». «Amplify», проект некоммерческой группы адвокатов для молодёжи, сообщил, что поцелуй привлёк гомофобную критику со стороны некоторых игроков.
Многие рецензенты нашли игровой процесс и сражения в игре «освежением» в отличие от других игр. Харман от Eurogamer оценил способность игры связать игровой процесс с историей, отметив, что он добавляет «разнообразие и динамизм». Хельгесон из Game Informer похвалил дополнительную функциональность геймплея, позволяющую игрокам создавать бои среди заражённых и человеческих врагов, называя такие последовательности «зацепляющими», в то время как Мартин из The Daily Telegraph оценил способность игры к контекстуализации боевых последовательностей. Однако некоторые критики отрицательно отнеслись к последовательности геймплея, появившейся в конце игры, что требует от игроков убивать большое количество врагов; Мак Ши от GameSpot отметил, что он чувствовал себя «неестественным», а Мориарти от IGN назвал его «принудительным». Эрик Л. Паттерсон из Electronic Gaming Monthly считает, что игроки будут чувствовать себя «разочарованными», если они будут играть в игру больше для игрового процесса, чем для истории.
Мир и окружающая среда игры привлекли внимание многих рецензентов. Коллар от Polygon назвал места игры «красивыми», в то время как Харман от Eurogamer заявил, что уровень дизайна значительно улучшил среду. Мориарти из IGN высоко оценил обстановку в торговом центре, благодаря своей регулярности в «реальном, предапокалиптическом мире». Мак Ши от GameSpot также считает, что основное внимание в игре было сделано на исследовании что позволило «дышать в хорошо реализованной среде», а Мартин из The Daily Telegraph отметил, что размер тела Элли позволил «более тихо и быстро» двигаться во всех средах.
The Last of Us: Left Behind получил многочисленные номинации и награды от игровых изданий. После его выпуска GameSpot назвал Left Behind «игрой месяца» в феврале 2014 года. В течение 2014 года игра была рассмотрена агрегатором GameRankings как игра для PlayStation 3 с самым высоким рейтингом, и третья по рейтингу для PlayStation 3 от Metacritic. GameSpot номинировал игру как «игра года», и наградил её в категории «Игра года для PS3». Игра также получила награду в номинации «Самый ценный дополнительный контент» на SXSW Gaming Awards, и лучший DLC от Hardcore Gamer. История игры получила награды на 11-й церемонии награждения премии Британской Академии в области видеоигр (BAFTA), IGN AU Black Beta Select Awards 2014 и на 67-й церемонии премии Гильдии сценаристов США; окончание игры также получила приз за «самый лучший запоминающийся момент» от IGN Австралии. Персонаж Элли получила награду в категории «самый ценный персонаж» на SXSW Gaming Awards, в то время как роль Эшли Джонсон в качестве персонажа Элли, получило награду Британской академии видеоигр. Игра также была признана инновационной; она была номинирована на премию «Игры за перемены» на церемонии награждения «The Game Awards 2014», а также премию «Культурная инновация» Мэтью Крампа на церемонии награждения SXSW Gaming Awards.
| Год  | Награда                               | Категория                                | Результат |
| ---- | ------------------------------------- | ---------------------------------------- | --------- |
| 2014 | Golden Joystick Awards 2014           | Лучший игровой момент (поцелуй)          | Победа    |
| 2014 | Golden Joystick Awards 2014           | Лучшее повествование                     | Победа    |
| 2014 | The Game Awards 2014                  | Самая необычная игра                     | Номинация |
| 2014 | GameSpot Game of the Year 2014 Awards | Игра года для PS3                        | Победа    |
| 2014 | GameSpot Game of the Year 2014 Awards | Игра года                                | Номинация |
| 2014 | Hardcore Gamer                        | Лучшее повествование                     | Номинация |
| 2014 | Hardcore Gamer                        | Лучший DLC                               | Победа    |
| 2015 | Премия Гильдии сценаристов США 2015   | Лучший сценарий к компьютерной игре      | Победа    |
| 2015 | IGN AU Black Beta Select Awards 2014  | Лучшая история                           | Победа    |
| 2015 | IGN AU Black Beta Select Awards 2014  | Лучший запоминающийся момент             | Победа    |
| 2015 | BAFTA 2015                            | Лучший женский персонаж                  | Победа    |
| 2015 | BAFTA 2015                            | Лучшая история                           | Победа    |
| 2015 | SXSW Gaming Awards 2015               | Самый ценный дополнительный контент      | Победа    |
| 2015 | SXSW Gaming Awards 2015               | Самый ценный персонаж                    | Победа    |
| 2015 | SXSW Gaming Awards 2015               | Премия Культурная инновация Мэтью Крампа | Номинация |